# 池の浦シーサイド駅
池の浦シーサイド駅（いけのうらシーサイドえき）は、かつて三重県伊勢市二見町松下にあった、東海旅客鉄道（JR東海）参宮線の臨時駅（廃駅）である。
毎年夏期限定で開業していたが、2018年（平成30年）から営業休止となった。2016年（平成28年）の営業日数は4日で、計16本（8往復）停車した。海水浴客の便宜を図って開業した駅、いわゆる請願駅であるが、駅前には干潟が存在するのみで、最寄り海水浴場「池の浦シーサイドパーク」までは徒歩で15分程度掛かる。2020年3月14日に行われるダイヤ改正に合わせて廃止された。これにより、JR東海管内から臨時駅と駅名に片仮名が2文字以上入っている駅が存在しなくなった。

## 歴史
1989年（平成元年）7月、池の浦海水浴場への誘客を目指して地元の二見町と池の浦観光協会の要望を受けて開業した。JR東海が設置する臨時新駅はナゴヤ球場正門前駅に次ぐ2例目であった。当時、池の浦海水浴場の利用客は4万人おり、東海旅客鉄道では1万人の利用を見込んでいた。開業1年目の1989年（平成元年）は7月16日から8月31日まで（47日間）営業し、名古屋からの臨時快速列車を含む1日33本が停車した。
1990年（平成2年）には95日営業し、普通列車だけで無く、快速「みえ」も停車し、海水浴客や潮干狩り客が利用した。1995年（平成7年）には30日間に縮小したが、1日当たりの停車本数は上下線各9本ずつあった。しかし、急行と快速急行が停車し、競争相手である近鉄池の浦駅の利用や海水浴客がマイカー利用に転移したことを背景に利用者が減少、2002年（平成14年）には海水浴客は殆どいなくなった。この頃には年間停車日数が10日前後になった。
停車日数・本数が減少する中、二見町では駅の存続要望を続けて来た。それどころか通常駅への昇格も要望していた。2008年（平成20年）時点で東海旅客鉄道は「わずかながらも利用者はいるので、当面廃止予定はない」としていた。2016年（平成28年）の営業日は7月30日、7月31日、8月6日、8月7日の4日で、1日当たりの停車は列車2往復（下りが10時58分と13時58分、上りが11時38分と14時33分）、即ち年間の停車数は16本であった。
2018年（平成30年）5月31日、JR東海は2018年の営業は行わないと中日新聞により報道された。ピークの1991年には年間1,599人の利用があったが、2017年は年間で64人まで利用客が減少し、今後の利用客の回復が見込めないためとしてJR東海は2020年をもって廃止すると発表した。2020年（令和2年）3月14日に行われるダイヤ改正にあわせて正式に廃止された。
2022年7月現在、駅手前の黄色の駅名標識（「池の浦」と表記）が現存している。駅廃止後暫くの間、運転士が使うスタフには当駅を示す「池の浦」が残っていた（現在は削除）。

### 年表
- 1989年（平成元年）7月16日：臨時駅として新設[3][1][4]。
- 2020年（令和2年）3月14日：廃止[5][8]。

## 駅構造
単式ホーム1面1線を有する地上駅。長さ約60 m（3両編成分）、幅約2 mあるホームだけを有し、ベンチや待合室は無かった。駅舎は無く、ホームを隔てたフェンスの向こうは海であった。駅入口付近には建物とベンチが長年手入れされない状態で放置されていたが、現在は撤去されている。営業期間外にはホーム入口がフェンスで閉ざされていた。駅管理は伊勢市駅が行っていた。

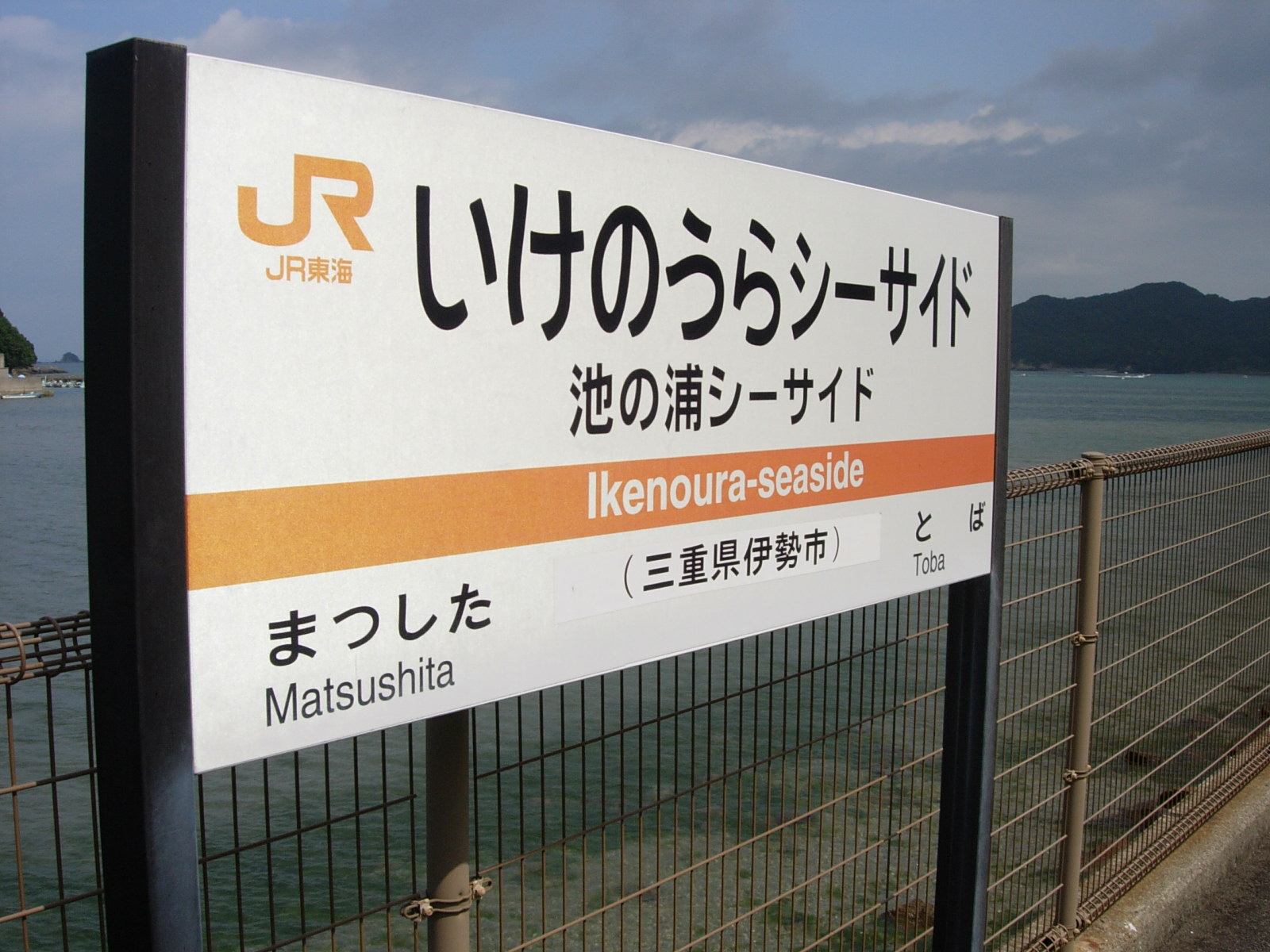
駅名標（2009年9月）
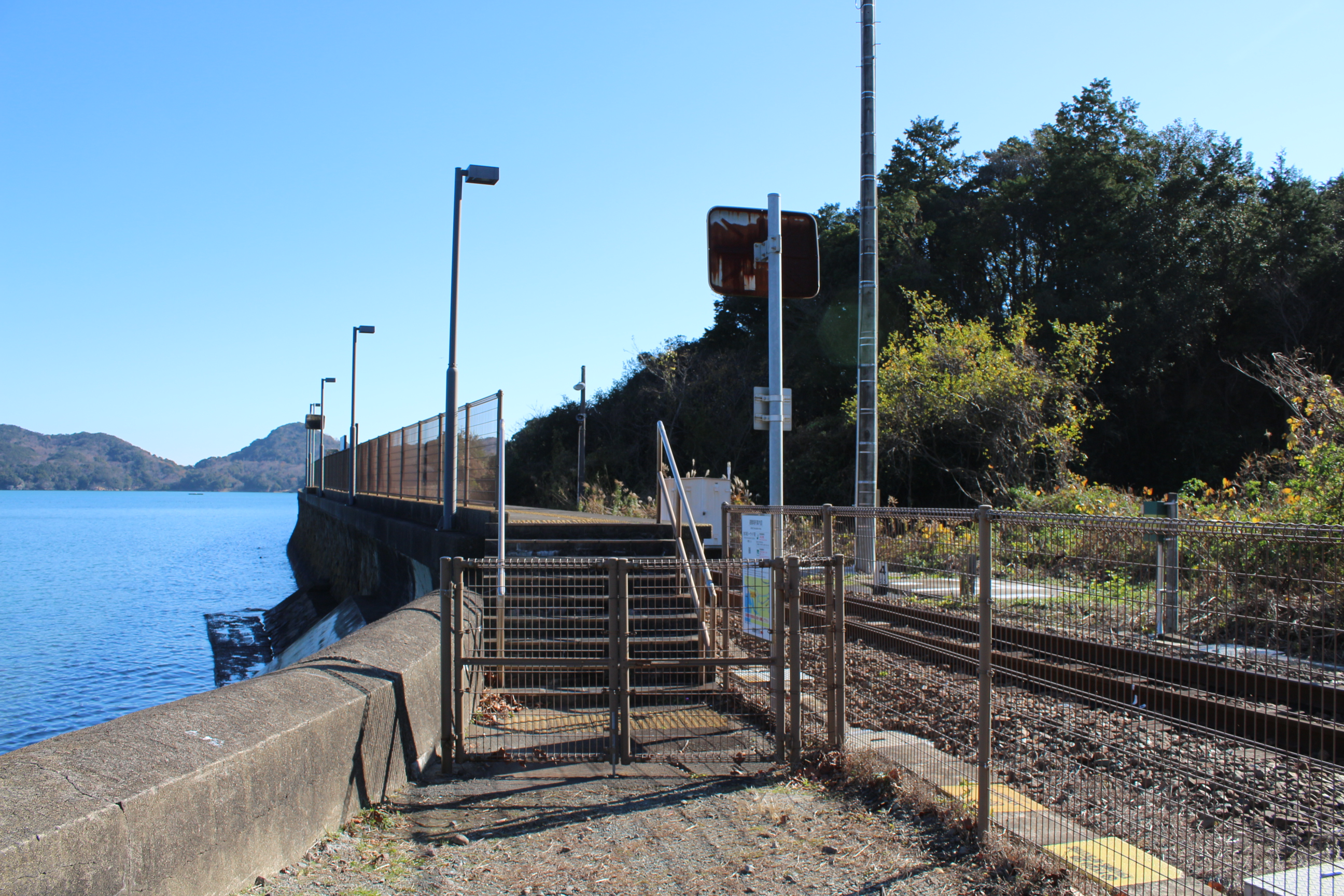
駅入口（2019年12月）
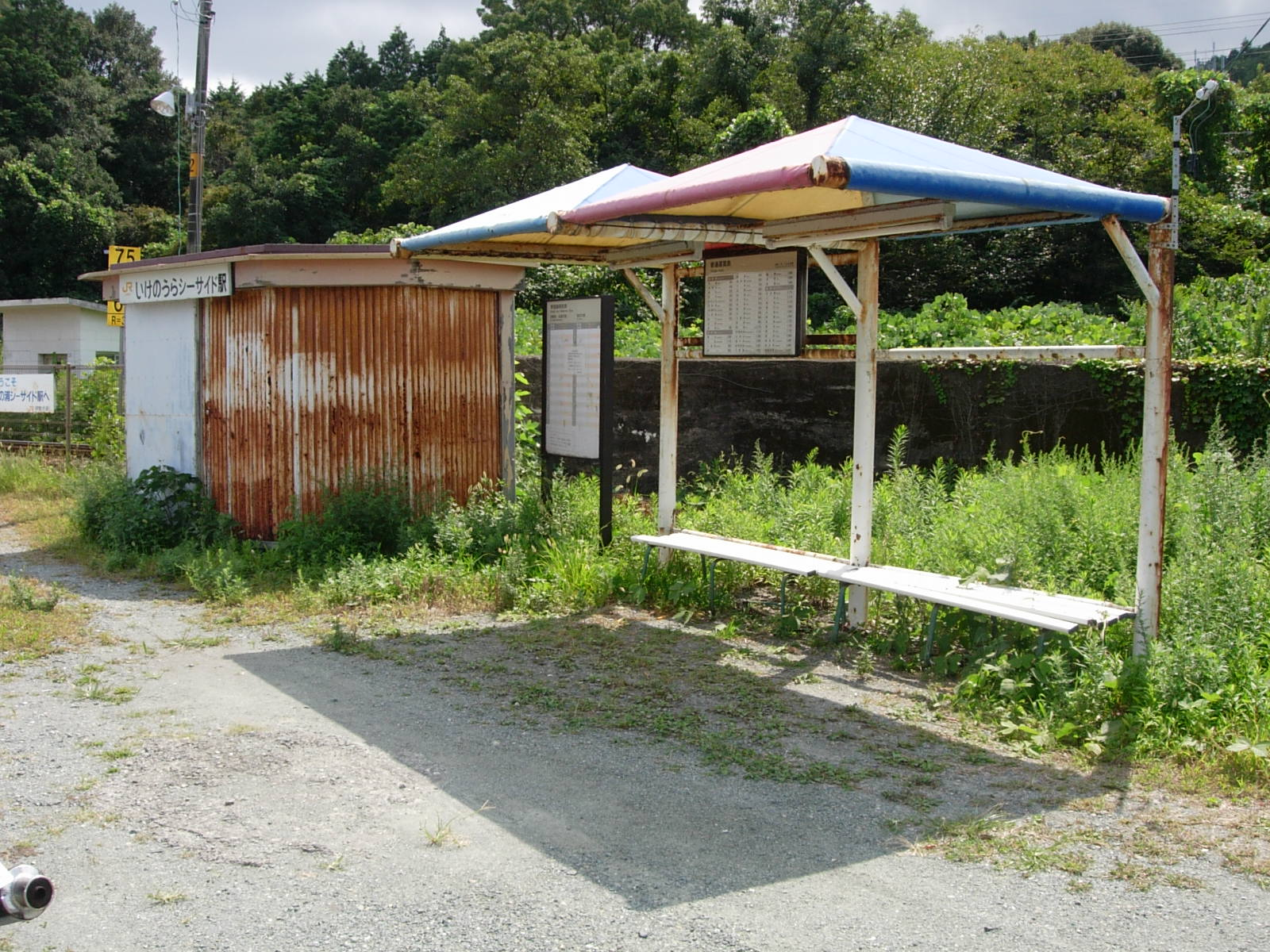
駅入口にあった出札所と思われる建物とベンチ（2009年9月）

## 利用状況
鉄道ファンには知られた場所で、鉄道撮影に訪れる者も少なくない。2016年（平成28年）7月30日の1番列車で池の浦シーサイド駅に降り立った清水浩史によると、その時の降車客は20人弱で全員が鉄道ファンであり、海水浴客はいなかったと言う。「三重県統計書」によると、年間乗車人員の推移は以下の通り。
| 年度   | 年間 乗車人員 |
| ------ | ------------- |
| 1994年 | 675           |
| 1995年 | 351           |
| 1996年 | 200           |
| 1997年 | 143           |
| 1998年 | 74            |
| 1999年 | 126           |
| 2000年 | 30            |
| 2001年 | 24            |
| 2002年 | 19            |
| 2003年 | 5             |
| 2004年 | 9             |
| 2005年 | 4             |
| 2006年 | 8             |
| 2007年 | 13            |
| 2008年 | 13            |
| 2009年 | 7             |
| 2010年 | 15            |
| 2011年 | 17            |
| 2012年 | 17            |
| 2013年 | 17            |
| 2014年 | 20            |
| 2015年 | 16            |
| 2016年 | 24            |
| 2017年 | 31            |

## 駅周辺
- 粟皇子神社
- 池の浦シーサイドパーク - 当駅は本来、この海水浴場を訪れる海水浴客の利用を見越して開業したが[10]、駅には海水浴場への案内標識すらない[15]。500 mほどの砂浜が続く遠浅の海水浴場で、更衣室や温水シャワーが整備されている[16]。
- マコンデ美術館
- 国際リゾート短期大学校跡地

近畿日本鉄道（近鉄）鳥羽線の池の浦駅は南に約2 km離れている。

## その他
- 1991年にテレビ朝日系で放送されたテレビドラマ「花ふぶき女スリ三姉妹 第5作」のラストシーンに当駅が登場した。
- 当駅廃止と同日に、東海道本線の新駅として御厨駅が開業した[17]。
- 2020年8月にジェイアール名古屋タカシマヤで開催された「第3回JR東海いいもの探訪フェア」において、当駅の駅名標（実物）が展示された[18][19]。その後、駅名標は2025年6月にJR東海鉄道倶楽部にてオークション販売された[20][21]。

## 隣の駅
東海旅客鉄道（JR東海）
参宮線
松下駅 - 池の浦シーサイド駅 - 鳥羽駅